# Diora cajamarcaensis
Diora es un género monotípico perteneciente a la antigua familia de las agaváceas ahora subfamilia Agavoideae. Su única especie: Diora cajamarcaensis, es originaria de Perú donde se encuentra en la Provincia de Cajamarca en Hualgayoc, en el Monte Nanchó.

## Taxonomía
Diora cajamarcaensis fue descrita por (Poelln.) Ravenna y publicado en Opera Botanica 92: 191. 1987.
Sinonimia
- Anthericum cajamarcaense Poelln.[3][4]